# Victor Gillen
Pour les articles homonymes, voir Gillen.
Victor Gillen, né le 6 janvier 1946, est un avocat et homme politique luxembourgeois.
Licencié en droit par la faculté de Droit et des Sciences économiques de l’université de Nancy et avocat à la Cour au Barreau de Luxembourg depuis 1972.
Victor Gillen est nommé conseiller d’État, le 20 décembre 1999, vice-président du Conseil d’État, le 18 janvier 2012 et président du Conseil d’État, le 7 août 2012, fonction venue à terme le 20 décembre 2014.
Victor-Aloyse Gillen épouse Jacqueline-Colette-Adrienne Périsse, née le 22 décembre 1944 à Lure, demeurant à Luxembourg.
De cette union naissent deux enfants: Laurence Gillen et Géraldine Gillen.

## Distinctions
- Grand officier de l'ordre de la Couronne de chêne[4] (promotion 2015)